# Oscar voor beste documentaire
De Academy Award voor beste documentaire (Engels: Academy Award for Best Documentary Feature, ook bekend als de Oscar voor beste documentaire) is sinds 1943 een jaarlijkse prijs van de Academy of Motion Picture Arts and Sciences voor documentaires.

## Winnaars en genomineerden
Onderstaande jaartallen vertegenwoordigen het jaar dat de film genomineerd werd voor de prijs. De daadwerkelijke uitreiking is het jaar erna.

### 1942-1949
- 1942 (vier winnaars):
  - The Battle of Midway
  - Kokoda Front Line
  - Moscow Strikes Back
  - Prelude to War

- 1943: Desert Victory
- 1944: The Fighting Lady
- 1945: The True Glory
- 1946: geen
- 1947: Design for Death
- 1948: The Secret Land
- 1949: Daybreak in Udi

### 1950-1959
- 1950: The Titan: Story of Michelangelo
- 1951: Kon-Tiki
- 1952: The Sea Around Us
- 1953: The Living Desert
- 1954: The Vanishing Prairie
- 1955: Helen Keller in Her Story
- 1956: The Silent World
- 1957: Albert Schweitzer
- 1958: White Wilderness
- 1959: Serengeti Shall Not Die

### 1960-1969
| Jaar                                             | Film                                                                                 | Genomineerde(n) |
| ------------------------------------------------ | ------------------------------------------------------------------------------------ | --------------- |
| 1960 (33e)                                       |                                                                                      |                 |
| The Horse with the Flying Tail                   | Larry Lansburgh                                                                      |                 |
| Rebel in Paradise                                | Robert D. Fraser                                                                     |                 |
| 1961 (34e)                                       |                                                                                      |                 |
| Le Ciel et la Boue (Sky Above and Mud Beneath)   | Arthur Cohn en Rene Lafuite                                                          |                 |
| La Grande Olimpiade (Olympic Games 1960)         | dell Istituto Nazionale Luce, Comitato Organizzatore Del Giochi Della XVII Olimpiade |                 |
| 1962 (35e)                                       |                                                                                      |                 |
| Black Fox                                        | Louis Clyde Stoumen                                                                  |                 |
| Alvorada (Brazil's Changing Face)                | Hugo Niebeling                                                                       |                 |
| 1963 (36e)                                       |                                                                                      |                 |
| Robert Frost: A Lover's Quarrel with the World   | Robert Hughes                                                                        |                 |
| Le Maillon et la Chaine (The Link and the Chain) | Paul de Roubaix                                                                      |                 |
| Terminus                                         | Edgar Anstey                                                                         |                 |
| The Yanks Are Coming                             | Marshall Flaum                                                                       |                 |
| 1964 (37e)                                       |                                                                                      |                 |
| Jacques-Yves Cousteau's World without Sun        | Jacques-Yves Cousteau                                                                |                 |
| The Finest Hours                                 | Jack Le Vien                                                                         |                 |
| Four Days in November                            | Mel Stuart                                                                           |                 |
| The Human Dutch                                  | Bert Haanstra                                                                        |                 |
| Over There, 1914-18                              | Jean Aurel                                                                           |                 |
| 1965 (38e)                                       |                                                                                      |                 |
| The Eleanor Roosevelt Story                      | Sidney Glazier                                                                       |                 |
| The Battle of the Bulge... The Brave Rifles      | Laurence E. Mascott                                                                  |                 |
| The Forth Road Bridge                            | Peter Mills                                                                          |                 |
| Let My People Go                                 | Marshall Flaum                                                                       |                 |
| To Die in Madrid                                 | Frédéric Rossif                                                                      |                 |
| 1966 (39e)                                       |                                                                                      |                 |
| The War Game                                     | Peter Watkins                                                                        |                 |
| The Face of Genius                               | Alfred R. Kelman                                                                     |                 |
| Helicopter Canada                                | Peter Jones en Tom Daly                                                              |                 |
| The Really Big Family                            | Alex Grasshoff                                                                       |                 |
| Le Volcan Interdit (The Forbidden Volcano)       | Haroun Tazieff                                                                       |                 |
| 1967 (40e)                                       |                                                                                      |                 |
| The Anderson Platoon                             | Pierre Schoendoerffer                                                                |                 |
| Festival                                         | Murray Lerner                                                                        |                 |
| Harvest                                          | Carroll Ballard                                                                      |                 |
| A King's Story                                   | Jack Le Vien                                                                         |                 |
| A Time for Burning                               | William C. Jersey                                                                    |                 |
| 1968 (41e)                                       |                                                                                      |                 |
| Journey into Self                                | Bill McGaw                                                                           |                 |
| A Few Notes on Our Food Problem                  | James Blue                                                                           |                 |
| The Legendary Champions                          | William Cayton                                                                       |                 |
| Other Voices                                     | David H. Sawyer                                                                      |                 |
| Young Americans                                  | Robert Cohn en Alex Grasshoff                                                        |                 |
| 1969 (42e)                                       |                                                                                      |                 |
| Arthur Rubinstein - The Love of Life             | Bernard Chevry                                                                       |                 |
| Before the Mountain Was Moved                    | Robert K. Sharpe                                                                     |                 |
| In the Year of the Pig                           | Emile de Antonio                                                                     |                 |
| The Olympics in Mexico                           | Comite Organizador de los Juegos de la XIX Olimpiada                                 |                 |
| The Wolf Men                                     | Irwin Rosten                                                                         |                 |

### 1970-1979
| Jaar                                                            | Film                                                 | Genomineerde(n) |
| --------------------------------------------------------------- | ---------------------------------------------------- | --------------- |
| 1970 (43e)                                                      |                                                      |                 |
| Woodstock                                                       | Bob Maurice                                          |                 |
| Chariots of the Gods                                            | Harald Reinl                                         |                 |
| Jack Johnson                                                    | Jim Jacobs                                           |                 |
| King: A Filmed Record... Montgomery to Memphis                  | Ely Landau                                           |                 |
| Say Goodbye                                                     | David H. Vowell                                      |                 |
| 1971 (44e)                                                      |                                                      |                 |
| The Hellstrom Chronicle                                         | Walon Green                                          |                 |
| Alaska Wilderness Lake                                          | Alan Landsburg                                       |                 |
| On Any Sunday                                                   | Bruce Brown                                          |                 |
| The RA Expeditions                                              | Lennart Ehrenborg en Thor Heyerdahl                  |                 |
| The Sorrow and the Pity                                         | Marcel Ophüls                                        |                 |
| 1972 (45e)                                                      |                                                      |                 |
| Marjoe                                                          | Howard Smith en Sarah Kernochan                      |                 |
| Ape and Super-Ape                                               | Bert Haanstra                                        |                 |
| Malcolm X                                                       | Marvin Worth en Arnold Perl                          |                 |
| Manson                                                          | Robert Hendrickson en Laurence Merrick               |                 |
| The Silent Revolution                                           | Eckehard Munck                                       |                 |
| 1973 (46e)                                                      |                                                      |                 |
| The Great American Cowboy                                       | Kieth Merrill                                        |                 |
| Always a New Beginning                                          | John D. Goodell                                      |                 |
| Battle of Berlin                                                | Bengt von zur Muehlen                                |                 |
| Journey to the Outer Limits                                     | Alex Grasshoff                                       |                 |
| Walls of Fire                                                   | Gertrude Ross Marks en Edmund F. Penney              |                 |
| 1974 (47e)                                                      |                                                      |                 |
| Hearts and Minds                                                | Peter Davis en Bert Schneider                        |                 |
| The 81st Blow                                                   | Jacquot Ehrlich, David Bergman en Haim Gouri         |                 |
| Antonia: A Portrait of the Woman                                | Judy Collins en Jill Godmilow                        |                 |
| The Challenge... A Tribute to Modern Art                        | Herbert Kline                                        |                 |
| The Wild and the Brave                                          | Natalie R. Jones en Eugene S. Jones                  |                 |
| 1975 (48e)                                                      |                                                      |                 |
| The Man Who Skied down Everest                                  | F.R. Crawley, James Hager en Dale Hartleben          |                 |
| The California Reich                                            | Walter F. Parkes en Keith F. Critchlow               |                 |
| Fighting for Our Lives                                          | Glen Pearcy                                          |                 |
| The Incredible Machine                                          | Irwin Rosten                                         |                 |
| The Other Half of the Sky: A China Memoir                       | Shirley MacLaine                                     |                 |
| 1976 (49e)                                                      |                                                      |                 |
| Harlan County, USA                                              | Barbara Kopple                                       |                 |
| Hollywood on Trial                                              | James Gutman en David Helpern jr.                    |                 |
| Off the Edge                                                    | Michael Firth                                        |                 |
| People of the Wind                                              | Anthony Howarth en David Koff                        |                 |
| Volcano: An Inquiry into the Life and Death of Malcolm Lowry    | Donald Brittain en Robert Duncan                     |                 |
| 1977 (50e)                                                      |                                                      |                 |
| Who Are the DeBolts? And Where Did They Get Nineteen Kids?      | John Korty, Dan McCann en Warren L. Lockhart         |                 |
| The Children of Theatre Street                                  | Robert Dornhelm en Earle Mack                        |                 |
| High Grass Circus                                               | Bill Brind, Torben Schioler en Tony Ianzelo          |                 |
| Homage to Chagall--The Colours of Love                          | Harry Rasky                                          |                 |
| Union Maids                                                     | James Klein, Julia Reichert en Miles Mogulescu       |                 |
| 1978 (51e)                                                      |                                                      |                 |
| Scared Straight!                                                | Arnold Shapiro                                       |                 |
| The Lovers' Wind                                                | Albert Lamorisse                                     |                 |
| Mysterious Castles of Clay                                      | Alan Root                                            |                 |
| Raoni                                                           | Jean-Pierre Dutilleux, Barry Williams en Michel Gast |                 |
| With Babies and Banners: Story of the Women's Emergency Brigade | Anne Bohlen, Lyn Goldfarb en Lorraine Gray           |                 |
| 1979 (52e)                                                      |                                                      |                 |
| Best Boy                                                        | Ira Wohl                                             |                 |
| Generation on the Wind                                          | David A. Vassar                                      |                 |
| Going the Distance                                              | Paul Cowan en Jacques Bobet                          |                 |
| The Killing Ground                                              | Steve Singer en Tom Priestley                        |                 |
| The War at Home                                                 | Glenn Silber en Barry Alexander Brown                |                 |

### 1980-1989
| Jaar                                                                   | Film                                            | Genomineerde(n) |
| ---------------------------------------------------------------------- | ----------------------------------------------- | --------------- |
| 1980 (53e)                                                             |                                                 |                 |
| From Mao to Mozart: Isaac Stern in China                               | Murray Lerner                                   |                 |
| Agee                                                                   | Ross Spears                                     |                 |
| The Day After Trinity                                                  | Jon Else                                        |                 |
| Front Line                                                             | David Bradbury                                  |                 |
| The Yellow Star - The Persecution of the Jews in Europe 1933-45        | Bengt von zur Muehlen en Arthur Cohn            |                 |
| 1981 (54e)                                                             |                                                 |                 |
| Genocide                                                               | Arnold Schwartzman en Marvin Hier               |                 |
| Against Wind and Tide: A Cuban Odyssey                                 | Suzanne Bauman, Paul Neshamkin en Jim Burroughs |                 |
| Brooklyn Bridge                                                        | Ken Burns                                       |                 |
| Eight Minutes to Midnight: A Portrait of Dr. Helen Caldicott           | Mary Benjamin, Susanne Simpson en Boyd Estus    |                 |
| El Salvador: Another Vietnam                                           | Glenn Silber en Tete Vasconcellos               |                 |
| 1982 (55e)                                                             |                                                 |                 |
| Just Another Missing Kid                                               | John Zaritsky                                   |                 |
| After the Axe                                                          | Sturla Gunnarsson en Steve Lucas                |                 |
| Ben's Mill                                                             | John Karol en Michel Chalufour                  |                 |
| In Our Water                                                           | Meg Switzgable                                  |                 |
| A Portrait of Giselle                                                  | Joseph Wishy                                    |                 |
| 1983 (56e)                                                             |                                                 |                 |
| He Makes Me Feel Like Dancin'                                          | Emile Ardolino                                  |                 |
| Children of Darkness                                                   | Richard Kotuk en Ara Chekmayan                  |                 |
| First Contact                                                          | Bob Connolly en Robin Anderson                  |                 |
| The Profession of Arms                                                 | Michael Bryans en Tina Viljoen                  |                 |
| Seeing Red                                                             | James Klein en Julia Reichert                   |                 |
| 1984 (57e)                                                             |                                                 |                 |
| The Times of Harvey Milk                                               | Robert Epstein en Richard Schmiechen            |                 |
| High Schools                                                           | Charles Guggenheim en Nancy Sloss               |                 |
| In the Name of the People                                              | Alex W. Drehsler en Frank Christopher           |                 |
| Marlene                                                                | Karel Dirka en Zev Braun                        |                 |
| Streetwise                                                             | Cheryl McCall                                   |                 |
| 1985 (58e)                                                             |                                                 |                 |
| Broken Rainbow                                                         | Maria Florio en Victoria Mudd                   |                 |
| Las Madres--The Mothers of Plaza de Mayo                               | Susana Muñoz en Lourdes Portillo                |                 |
| Soldiers in Hiding                                                     | Japhet Asher                                    |                 |
| The Statue of Liberty                                                  | Ken Burns en Buddy Squires                      |                 |
| Unfinished Business                                                    | Steven Okazaki                                  |                 |
| 1986 (59e)                                                             |                                                 |                 |
| Artie Shaw: Time Is All You've Got                                     | Brigitte Berman                                 |                 |
| Down and Out in America                                                | Joseph Feury en Milton Justice                  |                 |
| Chile: Hasta Cuando?                                                   | David Bradbury                                  |                 |
| Isaac in America: A Journey with Isaac Bashevis Singer                 | Kirk Simon en Amram Nowak                       |                 |
| Witness to Apartheid                                                   | Sharon I. Sopher                                |                 |
| 1987 (60e)                                                             |                                                 |                 |
| The Ten-Year Lunch: The Wit and Legend of the Algonquin Round Table    | Aviva Slesin                                    |                 |
| Eyes on the Prize: America's Civil Rights Years/Bridge to Freedom 1965 | Callie Crossley en James A. DeVinney            |                 |
| Hellfire: A Journey from Hiroshima                                     | John Junkerman en John W. Dower                 |                 |
| Radio Bikini                                                           | Robert Stone                                    |                 |
| A Stitch for Time                                                      | Barbara Herbich en Cyril Christo                |                 |
| 1988 (61e)                                                             |                                                 |                 |
| Hotel Terminus: The Life and Times of Klaus Barbie                     | Marcel Ophüls                                   |                 |
| The Cry of Reason - Beyers Naudé: An Afrikaner Speaks Out              | Robert Bilheimer en Ronald Mix                  |                 |
| Let's Get Lost                                                         | Bruce Weber en Nan Bush                         |                 |
| Promises to Keep                                                       | Ginny Durrin                                    |                 |
| Who Killed Vincent Chin?                                               | Renee Tajima en Christine Choy                  |                 |
| 1989 (62e)                                                             |                                                 |                 |
| Common Threads: Stories from the Quilt                                 | Robert Epstein en Bill Couturié                 |                 |
| Adam Clayton Powell                                                    | Richard Kilberg en Yvonne Smith                 |                 |
| Crack USA: County Under Siege                                          | Vince DiPersio en William Guttentag             |                 |
| For All Mankind                                                        | Al Reinert en Betsy Broyles Breier              |                 |
| Super Chief: The Life and Legacy of Earl Warren                        | Judith Leonard en Bill Jersey                   |                 |

### 1990-1999
| Jaar                                                                        | Film                                | Genomineerde(n) |
| --------------------------------------------------------------------------- | ----------------------------------- | --------------- |
| 1990 (63e)                                                                  |                                     |                 |
| American Dream                                                              | Barbara Kopple en Arthur Cohn       |                 |
| Berkeley in the Sixties                                                     | Mark Kitchell                       |                 |
| Building Bombs                                                              | Mark Mori en Susan Robinson         |                 |
| Forever Activists: Stories from the Veterans of the Abraham Lincoln Brigade | Judith Montell                      |                 |
| Waldo Salt: A Screenwriter's Journey                                        | Robert Hillmann en Eugene Corr      |                 |
| 1991 (64e)                                                                  |                                     |                 |
| In the Shadow of the Stars                                                  | Allie Light en Irving Saraf         |                 |
| Death on the Job                                                            | Vince DiPersio en William Guttentag |                 |
| Doing Time: Life Inside the Big House                                       | Alan Raymond en Susan Raymond       |                 |
| The Restless Conscience                                                     | Hava Kohav Beller                   |                 |
| Wild by Law                                                                 | Lawrence Hott en Diane Garey        |                 |
| 1992 (65e)                                                                  |                                     |                 |
| The Panama Deception                                                        | Barbara Trent en David Kasper       |                 |
| Changing Our Minds: The Story of Dr. Evelyn Hooker                          | David Haugland                      |                 |
| Fires of Kuwait                                                             | Sally Dundas                        |                 |
| Liberators: Fighting on Two Fronts in World War II                          | William Miles en Nina Rosenblum     |                 |
| Music for the Movies: Bernard Herrmann                                      | Margaret Smilow en Roma Baran       |                 |
| 1993 (66e)                                                                  |                                     |                 |
| I Am a Promise: The Children of Stanton Elementary School                   | Susan Raymond en Alan Raymond       |                 |
| The Broadcast Tapes of Dr. Peter                                            | David Paperny en Arthur Ginsberg    |                 |
| Children of Fate                                                            | Susan Todd en Andrew Young          |                 |
| For Better or For Worse                                                     | David Collier en Betsy Thompson     |                 |
| The War Room                                                                | D.A. Pennebaker en Chris Hegedus    |                 |
| 1994 (67e)                                                                  |                                     |                 |
| Maya Lin: A Strong Clear Vision                                             | Freida Lee Mock en Terry Sanders    |                 |
| Complaints of a Dutiful Daughter                                            | Deborah Hoffmann                    |                 |
| D-Day Remembered                                                            | Charles Guggenheim                  |                 |
| Freedom of My Mind                                                          | Connie Field en Marilyn Mulford     |                 |
| A Great Day in Harlem                                                       | Jean Bach                           |                 |
| 1995 (68e)                                                                  |                                     |                 |
| Anne Frank Remembered                                                       | Jon Blair                           |                 |
| The Battle over Citizen Kane                                                | Thomas Lennon en Michael Epstein    |                 |
| Fiddlefest--Roberta Tzavaras and Her East Harlem Violin Program             | Allan Miller en Walter Scheuer      |                 |
| Hank Aaron: Chasing the Dream                                               | Mike Tollin en Fredric Golding      |                 |
| Troublesome Creek: A Midwestern                                             | Jeanne Jordan en Steven Ascher      |                 |
| 1996 (69e)                                                                  |                                     |                 |
| When We Were Kings                                                          | Leon Gast en David Sonenberg        |                 |
| The Line King: The Al Herschfeldt Story                                     | Susan W. Dryfoos                    |                 |
| Mandela                                                                     | Jo Menell en Angus Gibson           |                 |
| Suzanne Farrell: Elusive Muse                                               | Anne Belle en Deborah Dickson       |                 |
| Tell the Truth and Run: George Seldes and the American Press                | Rick Goldsmith                      |                 |
| 1997 (70e)                                                                  |                                     |                 |
| The Long Way Home                                                           | Marvin Hier en Richard Trank        |                 |
| 4 Little Girls                                                              | Spike Lee en Sam Pollard            |                 |
| Ayn Rand: A Sense of Life                                                   | Michael Paxton                      |                 |
| Colors Straight Up                                                          | Michèle Ohayon en Julia Schachter   |                 |
| Waco: The Rules of Engagement                                               | Dan Gifford en William Gazecki      |                 |
| 1998 (71e)                                                                  |                                     |                 |
| The Last Days                                                               | James Moll en Ken Lipper            |                 |
| Dancemaker                                                                  | Matthew Diamond en Jerry Kupfer     |                 |
| The Farm: Angola, U.S.A.                                                    | Jonathan Stack en Liz Garbus        |                 |
| Lenny Bruce: Swear to Tell the Truth                                        | Robert B. Weide                     |                 |
| Regret to Inform                                                            | Barbara Sonneborn en Janet Cole     |                 |
| 1999 (72e)                                                                  |                                     |                 |
| One Day in September                                                        | Arthur Cohn en Kevin Macdonald      |                 |
| Buena Vista Social Club                                                     | Wim Wenders en Ulrich Felsberg      |                 |
| Genghis Blues                                                               | Roko Belic en Adrian Belic          |                 |
| On the Ropes                                                                | Nanette Burstein en Brett Morgen    |                 |
| Speaking in Strings                                                         | Paola di Florio en Lilibet Foster   |                 |

### 2000-2009
| Jaar                                                                       | Film                                        | Genomineerde(n) |
| -------------------------------------------------------------------------- | ------------------------------------------- | --------------- |
| 2000 (73e)                                                                 |                                             |                 |
| Into the Arms of Strangers: Stories of the Kindertransport                 | Mark Jonathan Harris en Deborah Oppenheimer |                 |
| Legacy                                                                     | Tod Lending                                 |                 |
| Long Night's Journey into Day                                              | Frances Reid en Deborah Hoffmann            |                 |
| Scottsboro: An American Tragedy                                            | Barak Goodman en Daniel Anker               |                 |
| Sound and Fury                                                             | Josh Aronson en Roger Weisberg              |                 |
| 2001 (74e)                                                                 |                                             |                 |
| Murder on a Sunday Morning                                                 | Jean-Xavier de Lestrade en Denis Poncet     |                 |
| Children Underground                                                       | Edet Belzberg                               |                 |
| LaLee's Kin: The Legacy of Cotton                                          | Susan Froemke en Deborah Dickson            |                 |
| Promises                                                                   | Justine Shapiro en B.Z. Goldberg            |                 |
| War Photographer                                                           | Christian Frei                              |                 |
| 2002 (75e)                                                                 |                                             |                 |
| Bowling for Columbine                                                      | Michael Moore en Michael Donovan            |                 |
| Daughter from Danang                                                       | Gail Dolgin en Vicente Franco               |                 |
| Prisoner of Paradise                                                       | Malcolm Clarke en Stuart Sender             |                 |
| Spellbound                                                                 | Jeffrey Blitz en Sean Welch                 |                 |
| Winged Migration                                                           | Jacques Perrin                              |                 |
| 2003 (76e)                                                                 |                                             |                 |
| The Fog of War                                                             | Errol Morris en Michael Williams            |                 |
| Balseros                                                                   | Carlos Bosch en Josep Maria Domenech        |                 |
| Capturing the Friedmans                                                    | Andrew Jarecki en Marc Smerling             |                 |
| My Architect                                                               | Nathaniel Kahn en Susan R. Behr             |                 |
| The Weather Underground                                                    | Sam Green en Bill Siegel                    |                 |
| 2004 (77e)                                                                 |                                             |                 |
| Born into Brothels                                                         | Ross Kauffman en Zana Briski                |                 |
| The Story of the Weeping Camel                                             | Luigi Falorni en Byambasuren Davaa          |                 |
| Super Size Me                                                              | Morgan Spurlock                             |                 |
| Tupac: Resurrection                                                        | Lauren Lazin en Karolyn Ali                 |                 |
| Twist of Faith                                                             | Kirby Dick en Eddie Schmidt                 |                 |
| 2005 (78e)                                                                 |                                             |                 |
| March of the Penguins                                                      | Luc Jacquet en Yves Darondeau               |                 |
| Darwin's Nightmare                                                         | Hubert Sauper                               |                 |
| Enron: The Smartest Guys in the Room                                       | Alex Gibney en Jason Kliot                  |                 |
| Murderball                                                                 | Henry-Alex Rubin en Dana Adam Shapiro       |                 |
| Street Fight                                                               | Marshall Curry                              |                 |
| 2006 (79e)                                                                 |                                             |                 |
| An Inconvenient Truth                                                      | Davis Guggenheim                            |                 |
| Deliver Us from Evil                                                       | Amy Berg en Frank Donner                    |                 |
| Iraq in Fragments                                                          | James Longley en John Sinno                 |                 |
| Jesus Camp                                                                 | Heidi Ewing en Rachel Grady                 |                 |
| My Country, My Country                                                     | Laura Poitras en Jocelyn Glatzer            |                 |
| 2007 (80e)                                                                 |                                             |                 |
| Taxi to the Dark Side                                                      | Alex Gibney en Eva Orner                    |                 |
| No End in Sight                                                            | Charles Ferguson en Audrey Marrs            |                 |
| Operation Homecoming: Writing the Wartime Experience                       | Richard E. Robbins                          |                 |
| Sicko                                                                      | Michael Moore en Meghan O'Hara              |                 |
| War/Dance                                                                  | Andrea Nix Fine en Sean Fine                |                 |
| 2008 (81e)                                                                 |                                             |                 |
| Man on Wire                                                                | James Marsh en Simon Chinn                  |                 |
| The Betrayal (Nerakhoon)                                                   | Ellen Kuras en Thavisouk Phrasavath         |                 |
| Encounters at the End of the World                                         | Werner Herzog en Henry Kaiser               |                 |
| The Garden                                                                 | Scott Hamilton Kennedy                      |                 |
| Trouble the Water                                                          | Tia Lessin en Carl Deal                     |                 |
| 2009 (82e)                                                                 |                                             |                 |
| The Cove                                                                   | Louie Psihoyos en Fisher Stevens            |                 |
| Burma VJ                                                                   | Anders Østergaard en Lise Lense-Møller      |                 |
| Food, Inc.                                                                 | Robert Kenner en Elise Pearlstein           |                 |
| The Most Dangerous Man in America: Daniel Ellsberg and the Pentagon Papers | Judith Ehrlich en Rick Goldsmith            |                 |
| Which Way Home                                                             | Rebecca Camissa                             |                 |

### 2010-2019
| Jaar                                                   | Film                                                              | Genomineerde(n) |
| ------------------------------------------------------ | ----------------------------------------------------------------- | --------------- |
| 2010 (83e)                                             |                                                                   |                 |
| Inside Job                                             | Charles Ferguson en Audrey Marrs                                  |                 |
| Exit through the Gift Shop                             | Banksy en Jaimie D'Cruz                                           |                 |
| Gasland                                                | Josh Fox en Trish Adlesic                                         |                 |
| Restrepo                                               | Tim Hetherington en Sebastian Junger                              |                 |
| Waste Land                                             | Lucy Walker en Angus Aynsley                                      |                 |
| 2011 (84e)                                             |                                                                   |                 |
| Undefeated                                             | TJ Martin, Dan Lindsay en Rich Middlemas                          |                 |
| Hell and Back Again                                    | Danfung Dennis en Mike Lerner                                     |                 |
| If a Tree Falls: A Story of the Earth Liberation Front | Marshall Curry en Sam Cullman                                     |                 |
| Paradise Lost 3: Purgatory                             | Joe Berlinger en Bruce Sinofsky                                   |                 |
| Pina                                                   | Wim Wenders en Gian-Piero Ringel                                  |                 |
| 2012 (85e)                                             |                                                                   |                 |
| Searching for Sugar Man                                | Malik Bendjelloul en Simon Chinn                                  |                 |
| 5 Broken Cameras                                       | Emad Burnat en Guy Davidi                                         |                 |
| The Gatekeepers                                        | Dror Moreh, Philippa Kowarsky en Estelle Fialon                   |                 |
| How to Survive a Plague                                | David France en Howard Gertler                                    |                 |
| The Invisible War                                      | Kirby Dick en Amy Ziering                                         |                 |
| 2013 (86e)                                             |                                                                   |                 |
| 20 Feet from Stardom                                   | Morgan Neville, Gil Friesen en Caitrin Rogers                     |                 |
| The Act of Killing                                     | Joshua Oppenheimer en Signe Byrge Sørensen                        |                 |
| Cutie and the Boxer                                    | Zachary Heinzerling en Lydia Dean Pilcher                         |                 |
| Dirty Wars                                             | Richard Rowley en Jeremy Scahill                                  |                 |
| The Square                                             | Jehane Noujaim en Karim Amer                                      |                 |
| 2014 (87e)                                             |                                                                   |                 |
| Citizenfour                                            | Laura Poitras, Mathilde Bonnefoy en Dirk Wilutzky                 |                 |
| Finding Vivian Maier                                   | John Maloof en Charlie Siskel                                     |                 |
| Last Days in Vietnam                                   | Rory Kennedy en Keven McAlester                                   |                 |
| The Salt of the Earth                                  | Wim Wenders, Juliano Ribeiro Salgado en David Rosier              |                 |
| Virunga                                                | Orlando von Einsiedel en Joanna Natasegara                        |                 |
| 2015 (88e)                                             |                                                                   |                 |
| Amy                                                    | Asif Kapadia en James Gay-Rees                                    |                 |
| Cartel Land                                            | Matthew Heineman en Tom Yellin                                    |                 |
| The Look of Silence                                    | Joshua Oppenheimer en Signe Byrge Sørensen                        |                 |
| What Happened, Miss Simone?                            | Liz Garbus, Amy Hobby en Justin Wilkes                            |                 |
| Winter on Fire: Ukraine's Fight for Freedom            | Evgeny Afineevsky en Den Tolmor                                   |                 |
| 2016 (89e)                                             |                                                                   |                 |
| O.J.: Made in America                                  | Ezra Edelman en Caroline Waterlow                                 |                 |
| Fire at Sea                                            | Gianfranco Rosi en Donatella Palermo                              |                 |
| I Am Not Your Negro                                    | Raoul Peck, Rémi Grellety en Hébert Peck                          |                 |
| Life, Animated                                         | Roger Ross Williams en Julie Goldman                              |                 |
| 13th                                                   | Ava DuVernay, Spencer Averick en Howard Barish                    |                 |
| 2017 (90e)                                             |                                                                   |                 |
| Icarus                                                 | Bryan Fogel en Dan Cogan                                          |                 |
| Abacus: Small Enough to Jail                           | Steve James, Mark Mitten en Julie Goldman                         |                 |
| Faces Places                                           | Agnès Varda, JR en Rosalie Varda                                  |                 |
| Last Men in Aleppo                                     | Feras Fayyad, Kareem Abeed en Søren Steen Jespersen               |                 |
| Strong Island                                          | Yance Ford en Joslyn Barnes                                       |                 |
| 2018 (91e)                                             |                                                                   |                 |
| Free Solo                                              | Elizabeth Chai Vasarhelyi, Jimmy Chin, Evan Hayes en Shannon Dill |                 |
| Hale County This Morning, This Evening                 | RaMell Ross, Joslyn Barnes en Su Kim                              |                 |
| Minding the Gap                                        | Bing Liu en Diane Quon                                            |                 |
| Of Fathers and Sons                                    | Talal Derki, Ansgar Frerich, Eva Kemme en Tobias N. Siebert       |                 |
| RBG                                                    | Betsy West en Julie Cohen                                         |                 |
| 2019 (92e)                                             |                                                                   |                 |
| American Factory                                       | Steven Bognar, Julia Reichert en Jeff Reichert                    |                 |
| The Cave                                               | Feras Fayyad, Kirstine Barfod en Sigrid Dyekjær                   |                 |
| The Edge of Democracy                                  | Petra Costa, Joanna Natasegara, Shane Boris en Tiago Pavan        |                 |
| For Sama                                               | Waad Al-Kateab en Edward Watts                                    |                 |
| Honeyland                                              | Ljubomir Stefanov, Tamara Kotevska en Atanas Georgiev             |                 |

### 2020-2029
| Jaar                                                               | Film                                                                                       | Genomineerde(n) |
| ------------------------------------------------------------------ | ------------------------------------------------------------------------------------------ | --------------- |
| 2020 (93e)                                                         |                                                                                            |                 |
| My Octopus Teacher                                                 | Pippa Ehrlich, James Reed en Craig Foster                                                  |                 |
| The Mole Agent                                                     | Maite Alberdi en Marcela Santibañez                                                        |                 |
| Collective                                                         | Alexander Nanau en Bianca Oana                                                             |                 |
| Crip Camp                                                          | Nicole Newnham, Jim LeBrecht en Sara Bolder                                                |                 |
| Time                                                               | Garrett Bradley, Lauren Domino en Kellen Quinn                                             |                 |
| 2021 (94e)                                                         |                                                                                            |                 |
| Summer of Soul (...Or, When the Revolution Could Not Be Televised) | Ahmir "Questlove" Thompson, Joseph Patel, Robert Fyvolent en David Dinerstein              |                 |
| Ascension                                                          | Jessica Kingdon, Kira Simon-Kennedy en Nathan Truesdell                                    |                 |
| Attica                                                             | Stanley Nelson en Traci A. Curry                                                           |                 |
| Flee                                                               | Jonas Poher Rasmussen, Monica Hellström, Signe Byrge Sørensen en Charlotte De La Gournerie |                 |
| Writing with Fire                                                  | Rintu Thomas en Sushmit Ghosh                                                              |                 |
| 2022 (95e)                                                         |                                                                                            |                 |
| Navalny                                                            | Daniel Roher, Odessa Rae, Diane Becker, Melanie Miller en Shane Boris                      |                 |
| All That Breathes                                                  | Shaunak Sen, Aman Mann en Teddy Leifer                                                     |                 |
| All the Beauty and the Bloodshed                                   | Laura Poitras, Howard Gertler, John Lyons, Nan Goldin en Yoni Golijov                      |                 |
| Fire of Love                                                       | Sara Dosa, Shane Boris en Ina Fichman                                                      |                 |
| A House Made of Splinters                                          | Simon Lereng Wilmont en Monica Hellström                                                   |                 |
| 2023 (96e)                                                         |                                                                                            |                 |
| 20 Days in Mariupol                                                | Mstyslav Chernov, Michelle Mizner en Raney Aronson-Rath                                    |                 |
| Bobi Wine: The People's President                                  | Moses Bwayo, Christopher Sharp en John Battsek                                             |                 |
| The Eternal Memory                                                 | Maite Alberdi                                                                              |                 |
| Four Daughters                                                     | Kaouther Ben Hania en Nadim Cheikhrouha                                                    |                 |
| To Kill a Tiger                                                    | Nisha Pahuja, Cornelia Principe en David Oppenheim                                         |                 |
| 2024 (97ste)                                                       |                                                                                            |                 |
| No Other Land                                                      | Basel Adra, Rachel Szor, Hamdan Ballal en Yuval Abraham                                    |                 |
| Black Box Diaries                                                  | Shiori Itō, Eric Nyari en Hanna Aqvilin                                                    |                 |
| Porcelain War                                                      | Brendan Bellomo, Slava Leontyev, Aniela Sidorska en Paula DuPré Pesmen                     |                 |
| Soundtrack to a Coup d'Etat                                        | Johan Grimonprez, Daan Milius en Rémi Grellety                                             |                 |
| Sugarcane                                                          | Julian Brave NoiseCat, Emily Kassie en Kellen Quinn                                        |                 |